# Korrekturen.de
Die Website korrekturen.de bietet Informationen zur deutschen Sprache, insbesondere zur Rechtschreibung und Grammatik.

## Geschichte
Im Jahr 1998 gründete der Lektor Julian von Heyl korrekturen.de als einen der ersten Online-Lektoratsdienste. Schon von Anfang an gab es neben dem eigentlichen Korrekturservice ein Informationsangebot zur damals gerade neu eingeführten neuen deutschen Rechtschreibung und ein themenbezogenes Forum. Größere Popularität erlangte die Website durch die Rubrik Beliebte Fehler, eine Sammlung häufig gemachter Rechtschreibfehler, die 2006 und 2011 die Basis für zwei im Dudenverlag erschienene Bücher bildete (siehe Literatur).

## Inhalte
Neben dem Forum und den Beliebten Fehlern sind die am häufigsten abgerufenen Inhalte derzeit eine vergleichende Wortliste, die die orthografischen Änderungen im Zuge der Rechtschreibreform dokumentiert, ein Tool zur etymologisch korrekten Worttrennung sowie eine Flexionsdatenbank, die aus dem universitären Projekt Morphy von Dr. Wolfgang Lezius weiterentwickelt wurde. Die korrekturen.de-Rechtschreibprüfung wurde von CHIP Online auf den 2. Platz unter drei Kandidaten gewählt. Im angegliederten Weblog lassen sich unter anderem Antworten des ehemaligen Duden-Chefredakteurs Dr. Werner Scholze-Stubenrecht auf orthografische und grammatische Fragestellungen nachlesen. Des Weiteren bietet die Website eine HTML-Fassung des amtlichen Regelwerks der deutschen Rechtschreibung. Die Website wurde schon wiederholt in wissenschaftlichen Werken zitiert.

## Kooperationen
Der Synonymdatenbank von korrekturen.de liegt der Datenbestand von OpenThesaurus zugrunde. Ferner greift die Site bei ihrer Rechtschreibprüfung auf die freie Textprüfung des Open-Source-Projekts LanguageTool zurück – umgekehrt dient die Flexionsdatenbank von korrekturen.de der Verbesserung dieses Tools. Zu den Inhalten von korrekturen.de hat auch der Fachbuchautor Christian Stang beigetragen.